# 中国2010年上海世界博览会黎巴嫩馆

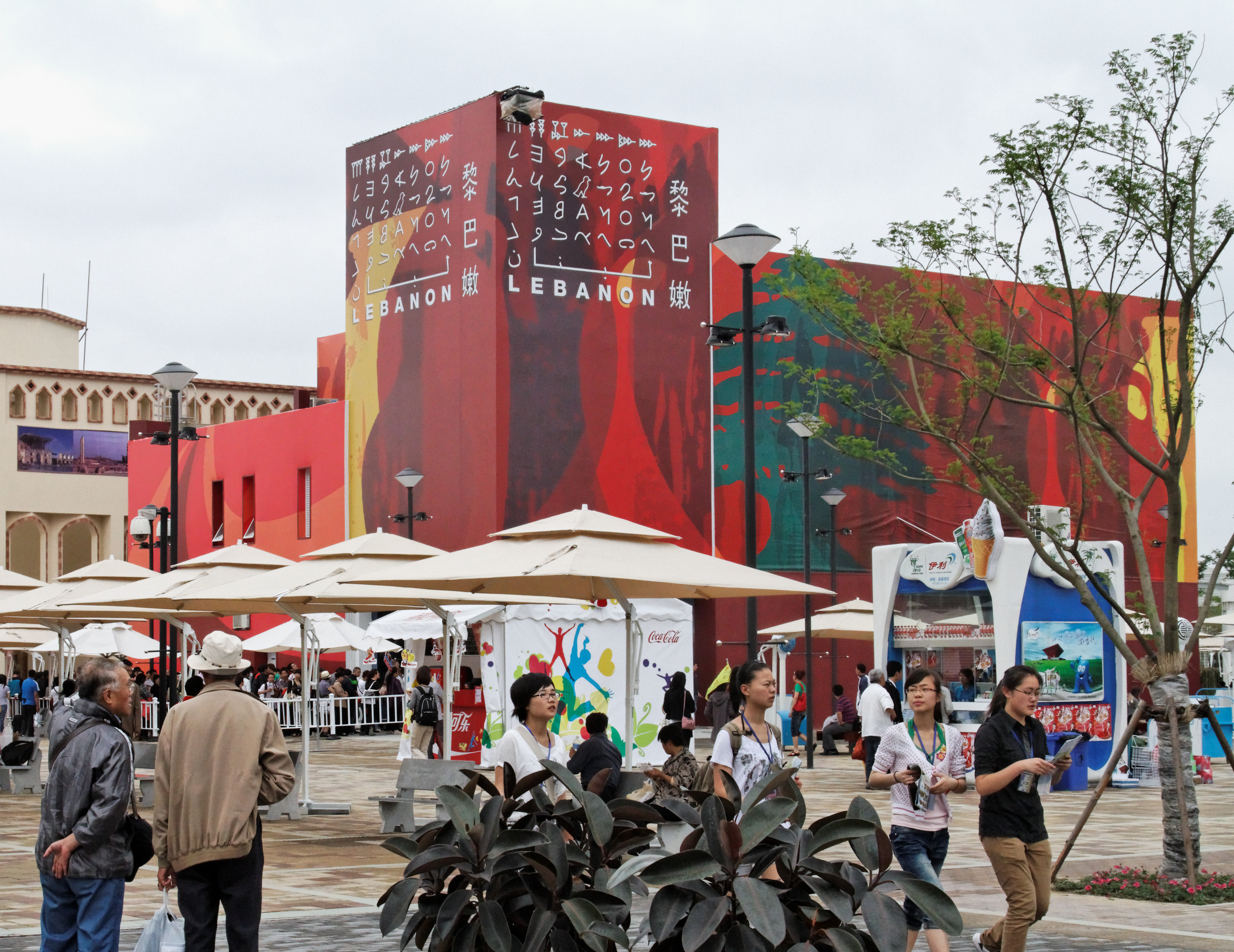
黎巴嫩馆

中国2010年上海世界博览会黎巴嫩馆，简称黎巴嫩馆（英语：Lebanon pavilion at Expo 2010），是中国2010年上海世界博览会代表黎巴嫩的展馆，位于世博园区A片区。该展馆的主题为“会讲故事的城市”，其国家馆日为6月22日。展馆主要展出的内容有腓尼基字母、Jeita石窟以及黎巴嫩传统美食和手工艺品。